# NGC 520
NGC 520 est une paire de galaxies spirales en interaction située dans la constellation des Poissons. NGC 520 a été découverte par l'astronome germano-britannique William Herschel en 1784.

## Caractéristiques
Sa vitesse par rapport au fond diffus cosmologique est de 1 970 ± 22 km/s, ce qui correspond à une distance de Hubble de 29,1 ± 2,1 Mpc (∼94,9 millions d'al).
À ce jour, huit mesures non basées sur le décalage vers le rouge (redshift) donnent une distance de 21,821 ± 13,044 Mpc (∼71,2 millions d'al), ce qui est à l'intérieur des valeurs de la distance de Hubble.

### Luminosité dans l'infrarouge
La luminosité de la galaxie de NGC 520 dans l'infrarouge lointain (de 40 à 400 µm) est égale à 6,46 × 1010 {\displaystyle L_{\odot }} (1010,81{\displaystyle L_{\odot }}) et sa luminosité totale dans l'infrarouge (de 8 à 1 000 µm) est de 8,13 × 1010 {\displaystyle L_{\odot }} (1010,91{\displaystyle L_{\odot }}).

### Paire de galaxies
NGC 520 est constitué de deux galaxies dont la collision aurait débuté il y a environ 300 millions d'années. Les disques des deux galaxies se sont fusionnés, mais ce n'est pas encore le cas de leur noyau. On peut observer cette galaxie avec un petit télescope. Elle a alors l'apparence d'une comète. Cette galaxie figure à l'atlas Arp (Arp 157) comme un exemple de galaxie perturbée par l'absorption intérieure de matière. NGC 520 présente une large raie HI.

## Groupe de NGC 470
NGC 520 appartient au groupe de NGC 470 qui comprend au moins 13 galaxies. Ce groupe comprend les galaxies NGC 470, NGC 474, NGC 485, NGC 488, NGC 489, NGC 502, NGC 516, NGC 518, NGC 520, NGC 522, NGC 524, NGC 525 et NGC 532.
Le groupe de NGC 470 devrait comprendre au moins 4 autres galaxies brillantes dans le domaine des rayons X (NGC 509, IC 101, IC 114 et CGCG 411-0458 (PGC 4994)) car elles sont dans la même région de la sphère céleste et à des distances similaires à celles du groupe. 

## Galerie

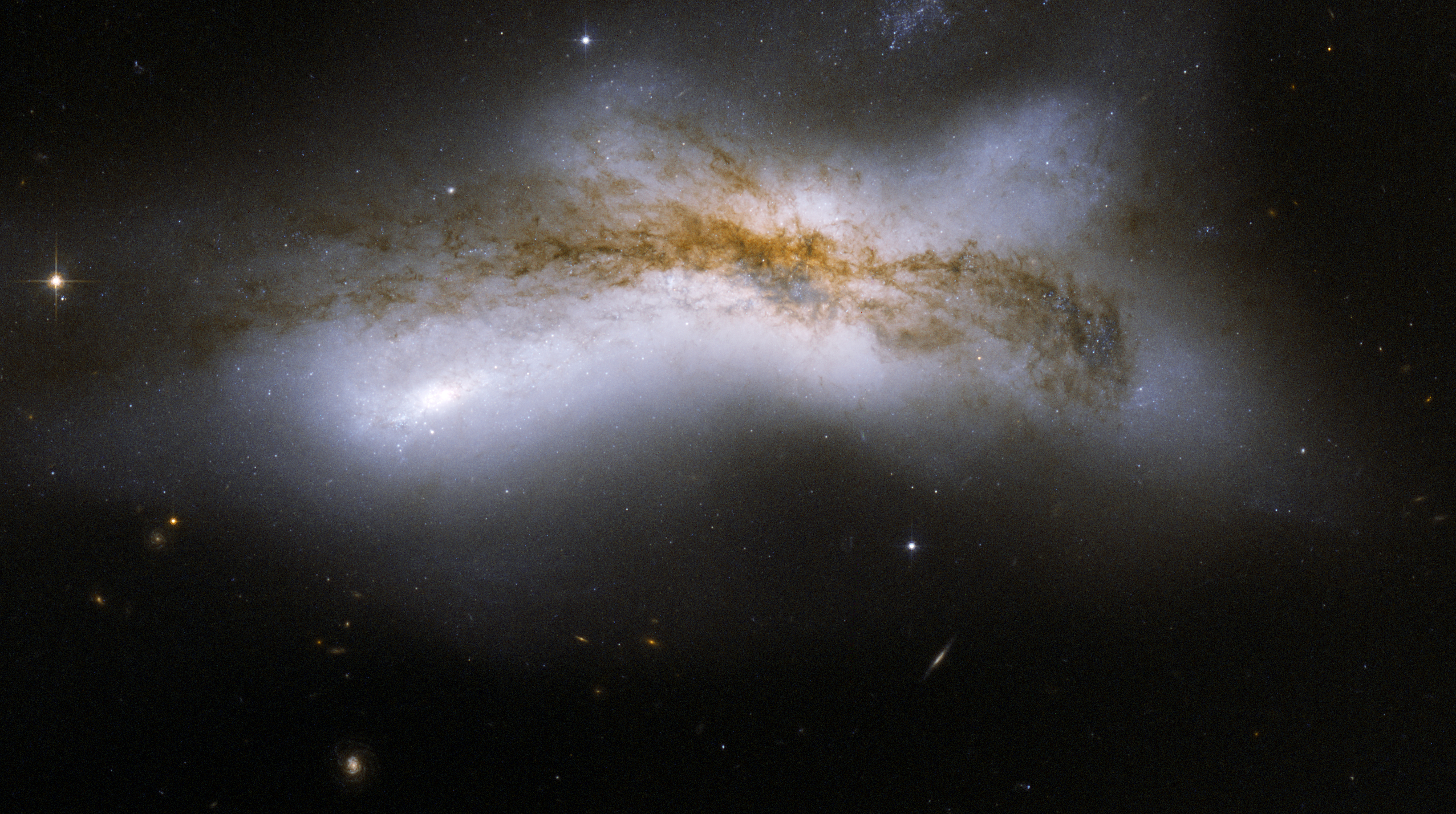
On peut voir sur la photo une vieille queue d'étoiles et un ruban dominant de poussière qui obscurcit la galaxie. (Télescope spatial Hubble)
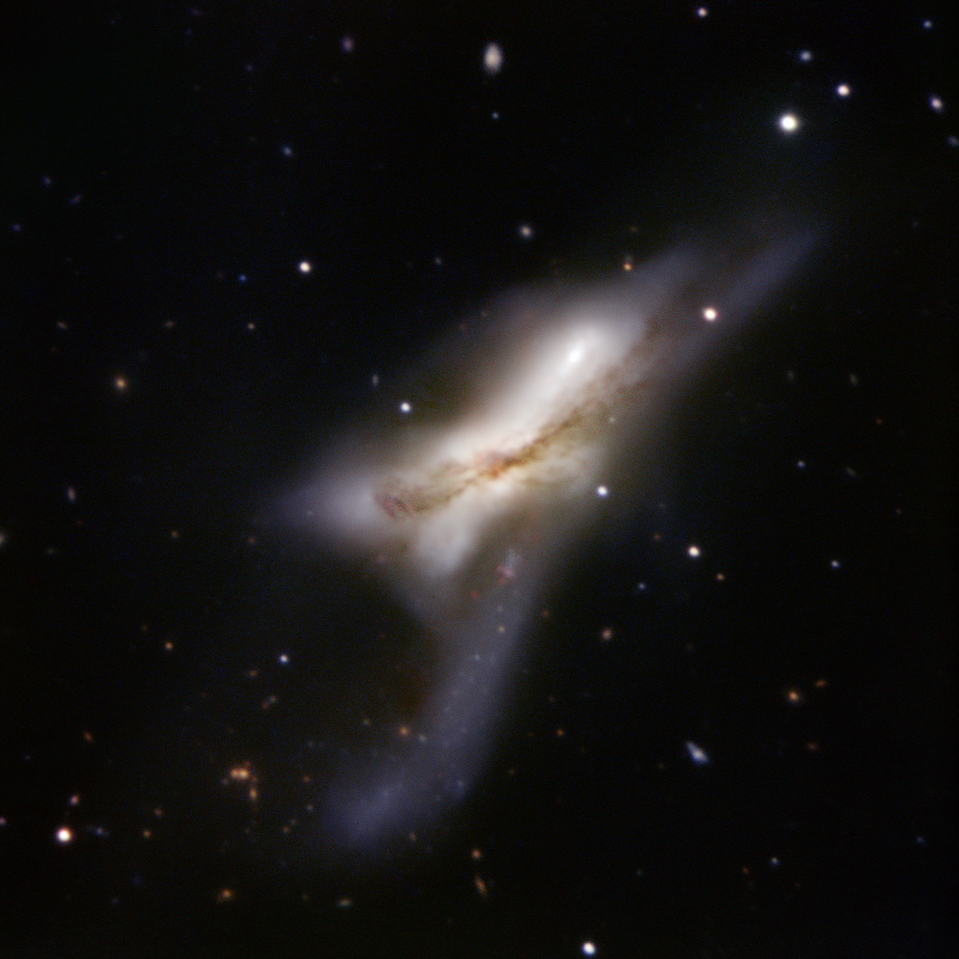
Cette image a été captée par le spectrographe EFOSC installé sur le télescope de 3,6 m à l'Observatoire de La Silla au Chili. (Observatoire européen austral)
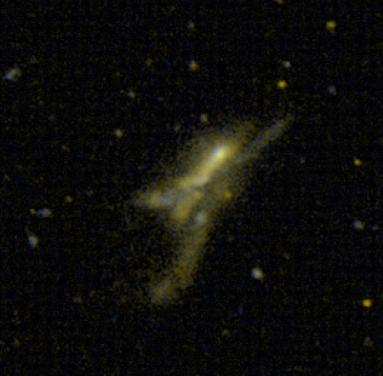
NGC 520 en ultraviolet. (GALEX)
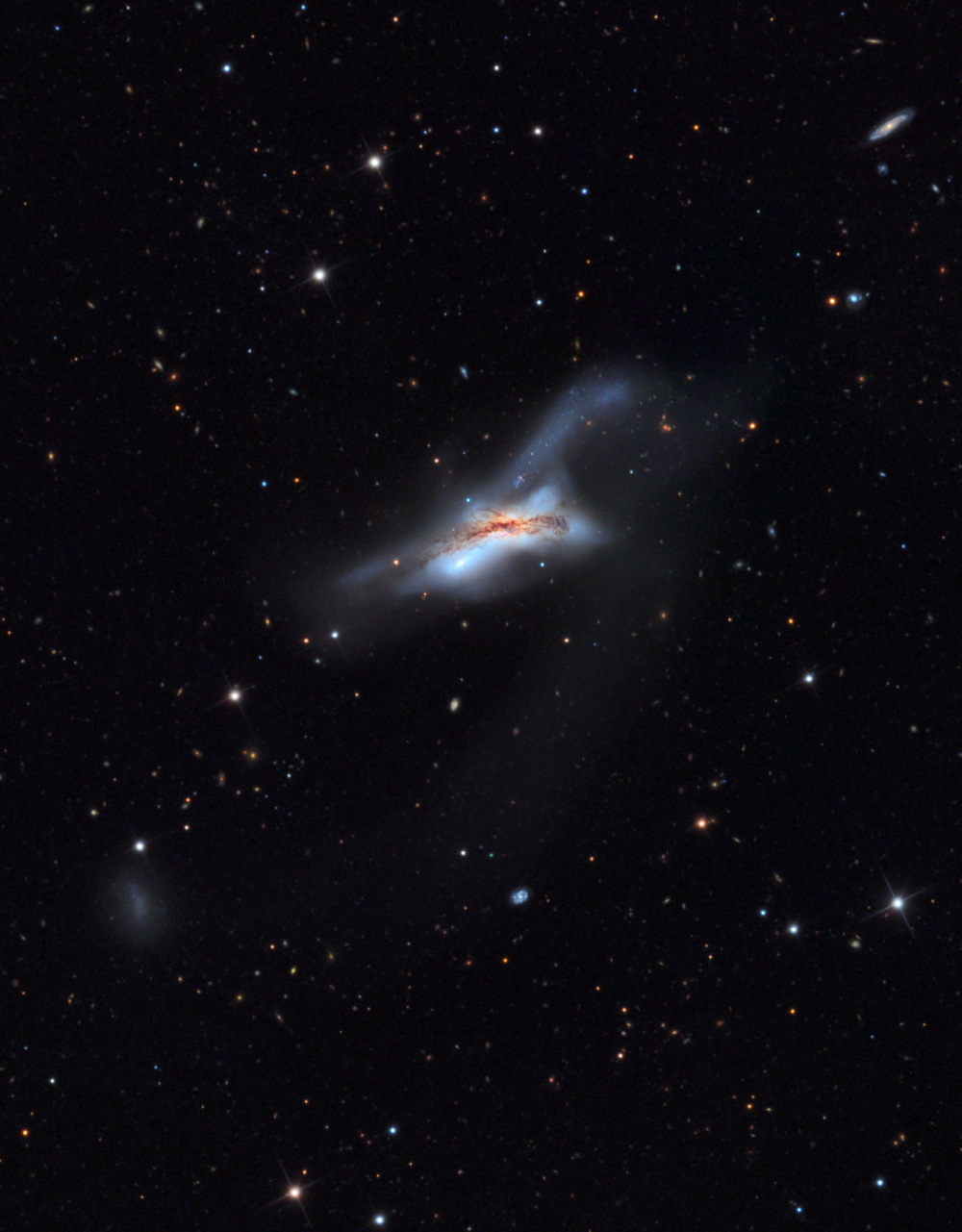
NGC 520 capté par le télescope Schulman de l'observatoire du mont Lemmon. (par Adam Block)